# Halhatatlanok (film)
A Halhatatlanok (eredeti cím: Immortals) 2011-ben bemutatott 3D-s amerikai mitológiai fantasyfilm Tarsem Singh rendezésében. A főbb szerepekben Henry Cavill, Freida Pinto, Mickey Rourke, Luke Evans, Steve Byers, Kellan Lutz, Joseph Morgan, Stephen Dorff, Alan Van Sprang, Isabel Lucas, Corey Sevier és John Hurt látható.
Az Amerikai Egyesült Államokban 2011. november 11-én mutatták be a mozikban.

## Cselekmény
Miután az istenek legyőzték a lázadó Titánokat, egy új gonosz fenyegeti az emberiséget. Hyperion király (Mickey Rourke) új háborút indított, hogy a világ ura lehessen. A király a rég elveszett epiruszi íjat keresi, hogy kiszabadítsa a Tartarosz-hegybe zárt Titánokat, szolgasorba taszíthassa az emberiséget, és megsemmisítse az isteneket.
Thészeusz, a fiatal kőfaragó (Henry Cavill) azonban bosszút esküszik, miután Hyperion feldúlta a faluját, és megölte az édesanyját. A fiú Phaedrával, a jövőbe látó papnővel (Freida Pinto) az oldalán útnak indul, hogy sereget gyűjtsön és szembeszálljon a zsarnokkal.

## Szereplők
| Szerep          | Színész            | Magyar hang     |
| --------------- | ------------------ | --------------- |
| Thészeusz       | Henry Cavill       | Zöld Csaba      |
| Sztavrosz       | Stephen Dorff      | Epres Attila    |
| Zeusz           | Luke Evans         | Szabó Máté      |
| Zeusz           | John Hurt (idősen) | Tordy Géza      |
| Athéné          | Isabel Lucas       | Ruttkay Laura   |
| Poszeidón       | Kellan Lutz        | Előd Álmos      |
| Lysander        | Joseph Morgan      | Seder Gábor     |
| Phaidra         | Freida Pinto       | Gubás Gabi      |
| Arész           | Daniel Sharman     | Rajkai Zoltán   |
| Héliosz         | Peter Stebbings    | Kárpáti Levente |
| Kasszander      | Stephen McHattie   | Rosta Sándor    |
| Hyperion király | Mickey Rourke      | Barbinek Péter  |

## Fogadtatás
A film vegyes értékeléseket kapott a kritikusoktól. A Metacritic oldalán a film értékelése 46% a 100-ból, ami 23 véleményen alapul. A Rotten Tomatoeson a Halhatatlanok 35%-os minősítést kapott, 114 értékelés alapján.